# Наша Родина (посёлок)
Наша Родина — посёлок в Яйском районе Кемеровской области России. Входит в состав Яйского городского поселения.

## География
Посёлок находится в северной части области, на правом берегу реки Яя, вблизи места впадения в неё реки Золотой Китат. На противоположном берегу реки находится районный центр посёлок городского типа Яя. Абсолютная высота — 139 метров над уровнем моря.

## Население
| 2010 | 2011 | 2012 | 2013 | 2014 | 2015 | 2016 |
| ---- | ---- | ---- | ---- | ---- | ---- | ---- |
| 94   | →94  | ↘89  | ↘86  | ↘80  | ↘74  | ↘67  |
| 2017 | 2018 | 2019 |      |      |      |      |
| ↘64  | ↘61  | ↗66  |      |      |      |      |

Гендерный состав
По данным Всероссийской переписи населения 2010 года в гендерной структуре населения мужчины составляли 40,4 %, женщины — соответственно 59,6 %.
Национальный состав
Согласно результатам переписи 2002 года, в национальной структуре населения русские составляли 93 % из 127 чел.

## Улицы
Уличная сеть посёлка состоит из одной улицы (ул. Речная).